# FUZZY CONTROL
FUZZY CONTROL(ファジー コントロール)目前與DCT Records簽約的一個日本三人樂團。他們開始受矚目的原因是因為與DREAMS COME TRUE共同演出單曲「Good Bye My School」 Days與「その先へ」。2005年參加SUMMER SONIC。單曲「think twice」被用於甲蟲王者的片尾曲。亦出現於第60回NHK紅白歌合戰。

## 成員

### 現任成員
- 主唱/吉他：JUON鎌田樹音(Kamata Juon)，生於1985年3月8日，沖繩縣人
- 鼓手：SATOKO菅沼知子(Suganuma Satoko)，生於1982年9月10日
- 貝斯：JOE星野譲(Hoshino Jō)，生於1981年8月5日

### 前成員
- KENKEN金子賢輔(Kaneko Kensuke)：現在屬於RIZE

## 作品

### 單曲
- 「Shine On」- 2003年6月21日
- 「Later」- 2004年5月24日
- 「Little Girl」- 2004年6月9日
- 「I'll Get the Freedom」- 2004年12月16日
- 「Think Twice」- 2005年11月16日
- 「1℃（イチド）」- 2006年3月8日
- 「鼓動」- 2007年7月26日
- 「あ・あ・あいやいや・あ・あ!」- 2009年6月21日
- 「Latest 」- 2009年12月2日
- 「Sunset」- 2010年7月7日
- 「Sweet Rain Sweet Home 」- 2011年7月13日

### 專輯
- 迷你專輯
  - 「Chicken」- 2003年9月27日
- 完整專輯
  - 「First Control」- 2004年7月21日
  - 「2 "Twice"」- 2005年8月24日
  - 「Fuzzy Control」- 2007年5月19日
  - 「4 Force」- 2008年8月13日
- 精選專輯
  - 「8 Single」- 2008年8月13日
- 現場專輯
  - 「The Gig」- 2010年9月29日
- 「Super Family Control」- 2011年10月19日

## 相關聯結
DREAMS COME TRUE

## 外部連結
- Fuzzy Control OFFICIAL（页面存档备份，存于）（日語）
- FUZZY CONTROL (DCT entertainment) （页面存档备份，存于）（日語）
- DCT garden.com（页面存档备份，存于）（日語）